# Карибський лангуст
Карибський лангуст (Panulirus argus) — вид лангустів з роду Колючий лангуст (Panulirus) родини Palinuridae. Інші назви «американський лангуст», «лангуст Рікорда», «вестіндський колючий лангуст», «бермудський лангуст», «флоридський колючий лангуст».

## Опис
Середня довжина становить 20 см, зустрічаються особини 45–60 см. Два великих шипа утворюють спрямовані вперед «роги» над очима. Вуси (антени) за довжиною не перевершують довжину тіла як в інших лангустів, антени вкриті шипами. Тіло довге циліндричне, вкрите шипами. Має особливу будову шлунка — двокамерну, де перша камера перетирає харч, а друга — фільтрує. Соміти черевця гладенькі і мають неглибоку борозну по середині. На нижній стороні кожного соміта є плеоподи (плавательні ноги). Яєчник має H-подібну форму, де 2 вертикальні частки, розташовані в головогрудях, зверху до часток гепатопанкреасу, сполучені трохи нижче серця. Кожна частка з'єднана з гонопором (статевим органом), розташована біля основи кожної третьої плеоподи, через які видавлюються зрілі яйцеклітини.
Забарвлення оливково-зеленувате або коричневе, але може бути значно темніших відтінків. На карапаксі присутні жовтуваті до кремового кольору плями і більші (4–6) плями того ж кольору на животі. Ноги поздовжньо смугасті з блакитним і жовтим кольорами і закінчуються плямкою. Плеподи — жовто-чорні, того ж кольору кінець хвосту.

## Спосіб життя
Воліє до прибережних вод, переважно до 33 м глибини, але може зустрічатися на глибинах до 90–100 м. Звичним середовищем є морські скелі, рифи, коріння мангрових дерев, підводні луки з водоростей родів Laurencia і Neogoniolithon, морської трави Thalassia testudinum. Активний вночі. Живиться переважно молюсками і морськими їжаками, а також детритом й падлом.
Здійснює міграції на початку зими, перебираючись на більшу глибину. При цьому лангусти рухаються колонами від декількох до двохсот особин, один за одним, при цьому постійно зберігаючи між собою контакт — лангуст, що знаходиться позаду постійно тримає свої антени на спинному панцирі, лангуста, що йде попереду. Найбільші міграції відбуваються біля Флориди та Багамських островів. Линяє 2–3 рази на рік. Новий екзоскелет твердішає десь через 12 днів після линьки.

Ікра карибського лангуста

Статева зрілість у самиць починається при довжині панцира 54–80 мм. Час і тривалість нерестового сезону сильно залежать від температура води, чим тепліша вода — тим коротший нерестовий сезон. Самець відкладає на нижній стороні самиці смолоподібний сперматофор, який може залишатися життєздатним до 1 місяця. Кладка яєць відбувається навесні. Самиця може нести кілька сотень тисяч яєць під її хвостом, які запліднюються, коли вона дряпає сперматофор ногами. Після цього мігрує на більшу глибину. Через 4 тижні вилуплюється личинка — на останній стадії (філосома), що сприяє кращій живучості. Личинки проводять 7–12 місяців у відкритому океані. Лише потім, при розмірі 5–7 мм починають триматися мілини, при досягненні довжини у 17 мм перебираються до водоростей. Через декілька місяців перебираються до щілин, де залишаються протягом 2 років, поки не досягнуть 8 см. Після цього мігрують на більші глибини, до рифів. Лангусти, що не досягли статевої зрілості мають схильність до захворюванням вірусом PaV1.
Тривалість карибського лангуста життя в середньому 20 років.

## Господарське значення
Є важливим об'єктом морського промислу (почався з кінця XIX ст.), страви з нього досить поширені в карибської кухні. В значній мірі продається на ринки Європи та Азії.
Втім через популярність й значний вилов (лише у 2016 році — 39244 т) відмічається поступове скорочення популяції. На тепер багато країн впровадили правила, що ґрунтуються на репродуктивній функції щодо вилову цього лангуста з використанням рекомендацій таких організацій, як Карибський регіональний рибальський механізм (CRFM) та Західна Центральна Атлантична комісія з рибальства (WECAFC).

## Розповсюдження
Поширений в Карибському морі (в районі Бермудських і Антильських островів), Мексиканській затоці, уздовж узбережжя від Північної Кароліни (США) і до берегів Бразилії.